# Буддійський атомізм
Буддійський атомізм — школа буддійської філософії.
Буддійський атомізм зародився приблизно в 4-му столітті до Христа. Для цього, першого періоду розквіту, характерна якісна атомістська теорія. За уявленнями буддистів-атомістів існує 4 типи атомів, що відповідають чотирьом елементам. Кожен із елементів має певні властивості, такі як твердість чи плинність, і в суміші виконує певну роль, наприклад, забезпечує опору або стимулює ріст.
В 7 ст. інтерес до атомізму відродився, хоча у іншій формі. Дігнага та Дхармакірті вважали атоми точковими як у просторі, так і в часі, створеними з енергії.